# 장기승
장기승(張基承, 1961년 4월 14일 ~ , 충청남도 아산시)은 대한민국의 제8대 충청남도 아산시의원, 제9·10대 충청남도의원이다.

## 학력
- 1968.03 ~ 1974.02 거산국민학교 졸업
- 1974.03 ~ 1977.02 송남중학교 졸업
- 1977.03 ~ 1980.02 온양고등학교 졸업
- 1980.03 ~ 1986.02 순천향대학교 학사 졸업

### 비학위 수료
- 선문대학교 사회복지대학원 가족상담치료학 석사 졸업

## 경력
- 2003 ~ 2005 온양문화원 사무국 국장
- 2005 ~ 2008 이진구 국회의원 보좌관
- 2006 ~ 2009 평화통일정책자문회의 아산 문화예술분과위원회 위원
- 2008 자유선진당 충남도당 대변인
- 신정중·용화중·온양중·아산초 운영위원회 위원
- 충남교육발전협의회 위원
- 대전도시개발공사 과장
- 성웅이순신축제위원회 사무총괄위원
- 민주평화통일정책자문회의 아산시 문화예술분과 위원장
- 충청남도 학교폭력대책지역위원회 위원
- 2010.07 ~ 2014.06 제9대 충청남도의회 의원
- 2010.07 ~ 2012.07 제9대 충청남도의회 전반기 의회운영위원회 위원
- 2010.07 ~ 2011.10 제9대 충청남도의회 전반기 문화복지위원회 위원
- 2010.07 ~ 2011.06 제9대 충청남도의회 전반기 예산결산위원회 위원장
- 2010.10 ~ 2010.10 제9대 충청남도의회 세종시 정상추진지원 특별위원회 위원
- 2010.11 ~ 2010.11 제9대 충청남도의회 문화복지위원회 행정사무감사 위원
- 2011.10 ~ 2012.07 제9대 충청남도의회 문화복지위원회 부위원장
- 2011.11 ~ 2011.11 제9대 충청남도의회 문화복지위원회 행정사무감사 위원
- 2012.06 ~ 2012.07 제9대 충청남도의회 문화복지위원회 권한대행 위원장
- 2012.07 ~ 2013.06 제9대 충청남도의회 예산결산특별위원회 위원
- 2012.07 ~ 2014.06 제9대 충청남도의회 후반기 문화복지위원회 위원장
- 2012.11 ~ 2012.11 제9대 충청남도의회 문화복지위원회 행정사무감사 위원
- 2012.12 ~ 2014.06 제9대 충청남도의회 후반기 충청남도·세종특별자치시 상생발전특별위원회 위원
- 2013.11 ~ 2013.11 제9대 충청남도의회 문화복지위원회 행정사무감사 위원
- 2014.07 ~ 2018.06 제10대 충청남도의회 의원
- 2014.07 ~ 2016.07 제10대 충청남도의회 전반기 교육위원회 위원
- 2014.09 ~ 2015.08 제10대 충청남도의회 예산결산특별위원회 위원장
- 2014.11 ~ 2014.11 제10대 충청남도의회 교육위원회 행정사무감사 위원
- 2015.09 ~ 2016.08 제10대 충청남도의회 윤리특별위원회 위원
- 2015.11 ~ 2015.11 제10대 충청남도의회 교육위원회 행정사무감사 위원
- 2016.07 ~ 2018.06 제10대 충청남도의회 후반기 교육위원회 위원장
- 2016.07 ~ 2018.06 제10대 충청남도의회 후반기 예산결산특별위원회 위원
- 2016.11 ~ 2016.11 제10대 충청남도의회 교육위원회 행정사무감사 위원장
- 2017.11 ~ 2017.11 제10대 충청남도의회 교육위원회 행정사무감사 위원장
- 2018.07 ~ 2019.08 제8대 충청남도 아산시의회 의원
- 2018.07 ~ 2019.08 제8대 충청남도 아산시의회 전반기 복지환경위원회 위원
- 2019.06 ~ 2019.06 제8대 충청남도 아산시의회 복지환경위원회 행정사무감사 위원

## 수상
- 2008 대통령표창

## 공직선거법 위반
자유한국당 장기승 의원은 지난 지방선거 때 선거에 유리한 적용을 만들 목적으로 의정보고서를 임의로 배부한 것이 적발되어 1심에서 의원직 상실형인 벌금 150만원을 선고받았다. 2019년 8월 29일 대법원에서 당선무효형인 벌금 150만원형이 확정되어 의원직을 상실하였다.

## 역대 선거 결과
|  | 33.40% |

|  | 55.07% |

|  | 18.90% |